# Tipula (Eumicrotipula) coronaria
Tipula (Eumicrotipula) coronaria is een tweevleugelige uit de familie langpootmuggen (Tipulidae). De soort komt voor in het Neotropisch gebied.